# Красящий древолаз
Красящий древолаз (лат. Dendrobates auratus) — вид бесхвостых земноводных из неотропического семейства древолазов (Dendrobatidae). Популярный питомец домашних террариумов;

## Описание
Общая длина достигает 2,5—4,2 см. Наблюдается половой диморфизм — самки крупнее самцов. Самцы характеризуются увеличенными дисками на концах второго, третьего и четвёртого пальцев и более заострённой мордой. Диски играют роль присосок, помогающих при передвижении по листьям и ветвям. Кожные слизистые выделения ядовиты.

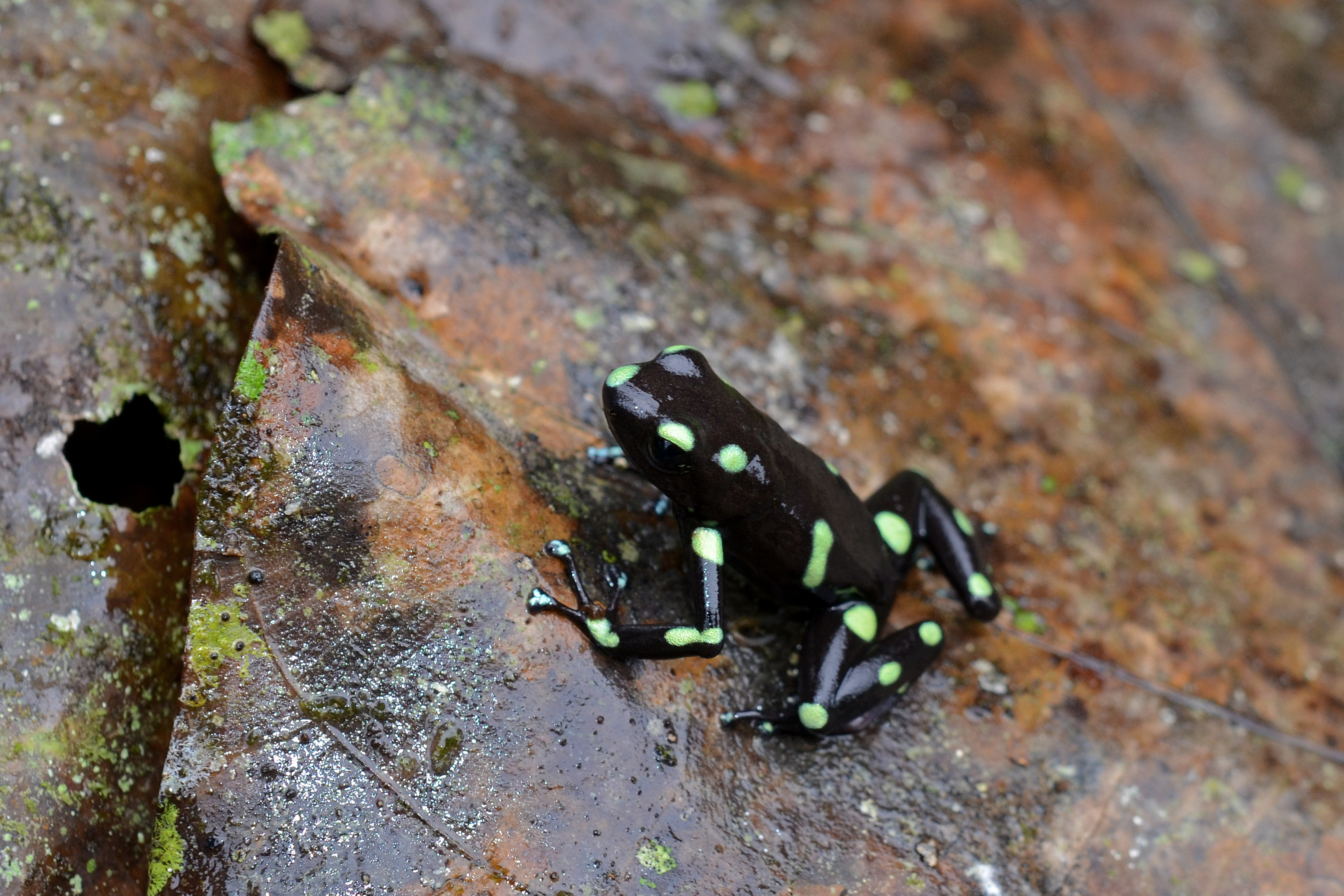
Преимущественно чёрная форма в дождевом лесу Панамы

Один из самых вариативных по окраске видов в семействе. Основной фон обычно чёрный, но может быть коричневым или бронзово-зелёным. Пятна, образующие причудливый узор на спине и верхней стороне конечностей, могут быть тёмно- или светло-зелёные, голубовато-зелёные, серебристо-серые, бронзовые, синие, кофейные или почти белые. Встречаются практически чёрно-белые особи с очень незначительной долей зелёного.

## Образ жизни

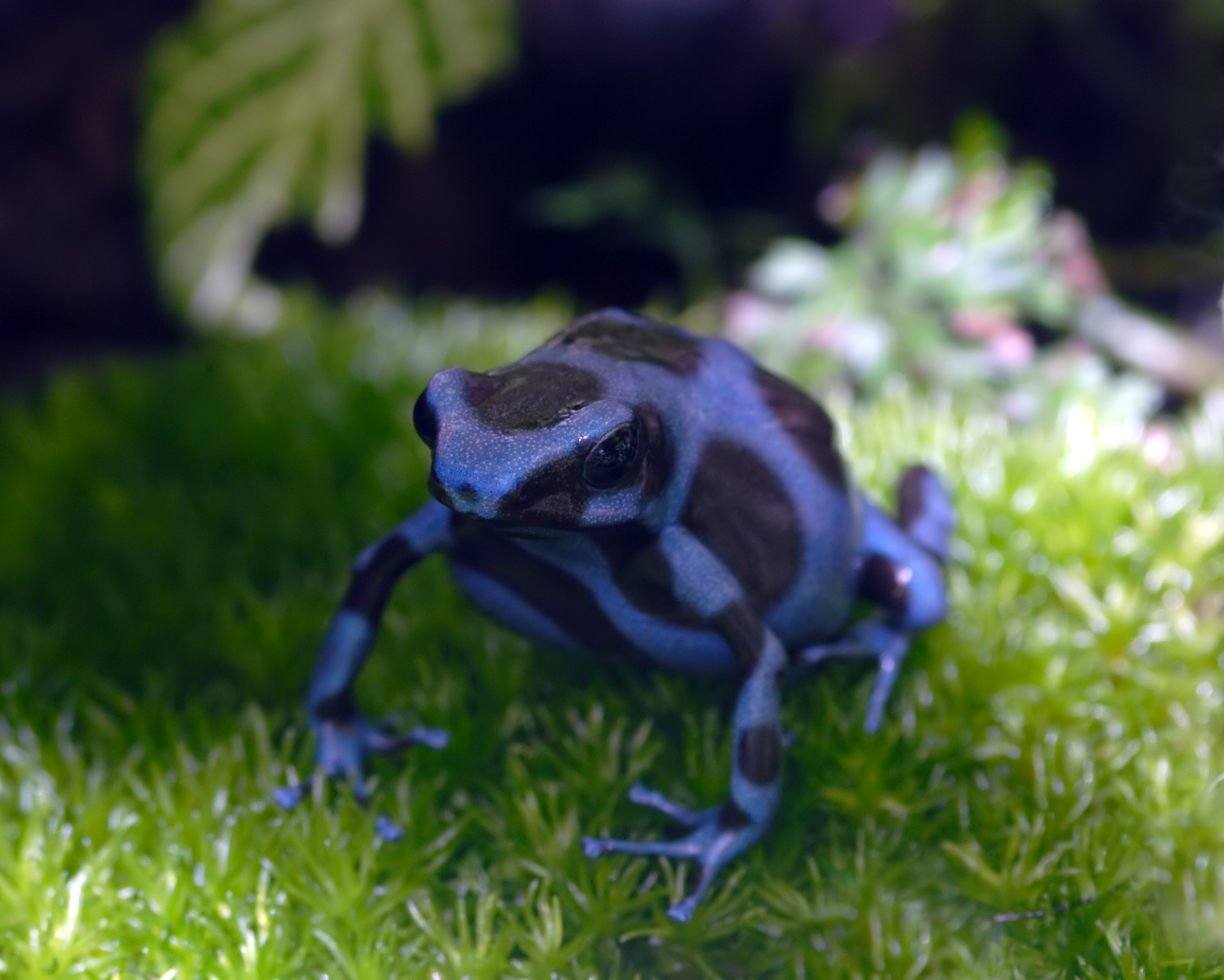
Формы с синими пятнами встречают только в нескольких районах Панамы

Обитают в горных дождевых лесах, проводя бо́льшую часть жизни на деревьях. Лягушки укрываются в накапливающих дождевую воду пазухах листьев розеточных эпифитов из семейства бромелиевых, там же выращивают потомство. Встречается на высоте до 1000 метров над уровнем моря. Не способны прыгать с дерева на дерево, поэтому спускается на землю и переходит на другое дерево. 
Питаются преимущественно муравьями, панцирными клещами,  коллемболами и другими мелкими беспозвоночными. Прежде всего поедают ядовитых насекомых и клещей, благодаря чему в коже накапливается их яд. В свою очередь на этих лягушек охотятся ядовитые змеи, в которых накапливается яд этих древолазов. 
При содержании в террариумах древолазы утрачивают ядовитость, поскольку их кормят нетоксичными кормами.

## Размножение
В отличие от прочих древолазов, во время спаривания собираются в большие группы, в которых самцы пытаются привлечь обходящих их самок своим пением. Отобрав партнёра, самка откладывает яйца на предварительно выбранный и очищенный им участок земли, после чего самец их оплодотворяет. Через 10—14 дней из яиц появляются 4—6 головастиков. С помощью своей ротовой присоски головастики взбираются на спину родителя (чаще всего самца), который переносит их на дерево, в водоёмчик, образованный в розетке эпифитного бромелиевого. Здесь, под надзором охраняющего их родителя, головастики растут 10—15 недель до превращения во взрослую особь. Они самостоятельно питаются водорослями и мелкими беспозвоночными.

## Распространение
Вид распространён на юге Никарагуа, в Коста-Рике, Панаме, Колумбии.